# Национальный орден Хосе Матиаса Дельгадо
Национальный орден Хосе Матиаса Дельгадо – высшая государственная награда Республики Сальвадор.

## История
Орден был учреждён 14 августа 1946 года для признания исключительных заслуг в гуманитарной, литературной, научной, художественной сферах, на политическом и военном поприщах. Назван в честь «отца нации» Хосе Матиаса Дельгадо

## Степени
Орден в 6 классах:
- Кавалер Большого креста с Золотой звездой
- Кавалер Большого креста с Серебряной звездой
- Великий офицер
- Командор
- Офицер
- Кавалер

## Описание
Знак ордена — греческий крест, перекладины которого покрыты эмалью синего цвета с отстающими от края полосками белой эмали. Между перекладинами креста штралы в виде золотых языков пламени. В центре золотой круглый медальон с изображением погрудного профиля Хосе Матиаса Дельгадо. Знак при помощи переходного звена в виде золотого венка из двух лавровых ветвей крепится к орденской ленте.
Реверс знака мотированный с круглой накладкой в центре. На накладке центральный элемент государственного герба: фригийский колпак на палке перед золотым солнцем и датой 15 сентября 1821 по окружности.
Звезда ордена 32-конечная, состоит из двугранных заострённых лучиков, где восемь лучиков, расположенных симметрично друг другу, длиннее остальных. На звезду наложен знак ордена без переходного звена.
Лента ордена синего цвета с белыми полосками, отстающими от края.

## Награждённые
- Клаудия Ларс